# Monzer al-Kassar
Monzer al-Kassar (în arabă منذر الكسار) (n. 1945, Siria), supranumit „Prințul din Marbella”, este un traficant internațional de arme.
A fost condamnat în februarie 2009, în Statele Unite, la 30 de ani de închisoare, fiind descris de judecători ca fiind unul dintre cei mai prolifici traficanți de arme mondiali.
Încă de la începutul anilor 1970, Monzer al Kassar a înarmat facțiuni angajate în conflicte violente în țări precum Nicaragua, Brazilia, Cipru, Bosnia, Croația, Somalia, Iran și Irak, dar și organizații clasificate drept teroriste, precum Frontul pentru Eliberarea Palestinei.
A construit o rețea internațională de asociați, companii-fantomă și conturi bancare în țări precum Marea Britanie, Spania, Liban, Siria, Irak, Polonia, Bulgaria și România.
Monzer al-Kassar a fost partener de afaceri cu Mike Nassar, traficantul de arme libanez care a operat și în România și care a fost asasinat în Brazilia în 2002.
Fratele lui Mike, Ellie, a fost implicat în scandalul „Țigareta” din România.
Monzer al-Kassar este cumnat cu Ali Issa Duba, șeful serviciilor secrete siriene.
Soția lui Al-Kassar, Raghda, face parte din familia președintelui sirian Hafez Assad.
A fost arestat în iunie 2007, în Spania, aproape simultan cu asociații săi Luis Felipe Moreno Godoy și Tareq Mousa al Ghazi, care au fost arestați în România.
A fost condamnat în anul 2009 la 30 de ani de închisoare, iar asociații săi la 25 de ani.